# Yan Zheng
Yan Zheng è un personaggio del romanzo storico di Luo Guanzhong, il Romanzo dei Tre Regni. Era un generale dei ribelli della Rivolta dei Turbanti Gialli che serviva sotto Zhang Bao. Durante la rivolta, a Yangcheng, vennero attaccati dalle forze imperiali di Zhu Jun e quelle volontarie di Liu Bei. Rendendosi conto dell'inevitabilità della sconfitta, uccise Zhang Bao e si arrese.

## Fonti
- Luo Guanzhong. Romanzo dei Tre Regni, Capitolo 2.